# Якоб Блоб'єрг
Якоб Блоб'єрг (дан. Jakob Blåbjerg, нар. 11 січня 1995) — данський футболіст, захисник клубу «Ольборг».
Виступав, зокрема, за юнацьку збірну Данії, а також олімпійську збірну Данії.

## Клубна кар'єра
У дорослому футболі дебютував 2012 року виступами за команду клубу «Ольборг», кольори якої захищає й донині.

## Виступи за збірні
2010 року дебютував у складі юнацької збірної Данії, взяв участь у 31 іграх на юнацькому рівні.
Протягом 2013—2015 років залучався до складу молодіжної збірної Данії. На молодіжному рівні зіграв у 12 офіційних матчах.
2016 року захищав кольори олімпійської збірної Данії. У складі цієї команди провів 1 матч. У складі збірної — учасник футбольного турніру на Олімпійських іграх 2016 року у Ріо-де-Жанейро.

## Титули і досягнення
«Ольборг»:
- Чемпіон Данії (1) — 2013—14
- Володар Кубка Данії (1) — 2013—14